# Mikołaj z Kalisza
Mikołaj z Kalisza (zm. przed 10 maja 1465) – prawnik, rektor Akademii Krakowskiej, kanonik krakowski, posiadał uprawnienia notarialne.

## Życiorys
Pochodził z mieszczańskiej rodziny zamieszkałej w Kaliszu. Na Akademię Krakowską zapisał się około 1418, w 1421 otrzymał stopień bakałarza, a magistrem nauk wyzwolonych został w 1427. Studiował razem z Janem z Dąbrówki i Tomaszem Strzępińskim i razem z nimi rozpoczął studia prawnicze, które zakończył uzyskując stopień doktora dekretów 18 lutego 1440 po zdaniu egzaminu poprosił o roczny urlop i udał się do Wielkopolski. 18 sierpnia 1441 pozbawiono go wszystkich prebend, jakie posiadał, chcąc zmusić do powrotu i przejścia na Wydział Prawa. 4 maja 1443 otrzymał w Gnieźnie nominację na oficjała arcybiskupa gnieźnieńskiego Wincentego Kota, funkcję tę pełnił do lipca 1448. Pracował także jako wykładowca prawa kanonicznego w gnieźnieńskiej katedrze, składając rezygnację 6 października 1452. Do Krakowa na stałe powrócił pod koniec 1452. W 1453 po raz pierwszy został wybrany rektorem Akademii, obowiązki rektora łączył z funkcją wykładowcy prawa kanonicznego i wikariusza generalnego biskupa krakowskiego Tomasza Strzępińskiego, którym był w latach 1455-1459. Na czas drugiej kadencji rektorskiej przypadło zakupienie od Spytka i Jordana Melsztyńskiego domu w którym zorganizowano Bursę Węgierską. Zaraz po zakończeniu kadencji rektorskiej został dziekanem Wydziału Prawa. W 1463 został powołany do komisji królewskiej przez króla Kazimierza Jagiellończyka mającej wydać opinię uzasadniającą prawa królewskie do części Mazowsza. 15 listopada 1462 brał udział w zjeździe piotrkowskim, przyznającym sporne ziemie Koronie Polskiej. W 1440 otrzymał prebendę proboszcza w Żarnowcu, którą posiadał do śmierci. Od 28 sierpnia 1449 do 24 grudnia 1442 występował z tytułem kanonika gnieźnieńskiego. W 1453 został kanonikiem katedry wawelskiej, w 1464 reprezentował kapitułę na zjeździe prowincjonalnym w Łęczycy. Wraz z Janem Rzeszowskim był egzekutorem testamentu Tomasza Strzępińskiego. Po raz ostatni uczestniczył w posiedzeniu kapituły katedralnej 6 lutego, a 10 maja 1465 kanonicy wspominali go już jako zmarłego.